# Championnat d'Italie de football 1984-1985
Navigation
Édition précédente Édition suivante
| \| Hellas Torino Inter Sampdoria AC Milan Juventus AS Rome Naples Fiorentina Atalanta Côme Udinese Avellino Ascoli Lazio Cremonese \| Localisation des clubs engagés dans le championnat. |
| Hellas Torino Inter Sampdoria AC Milan Juventus AS Rome Naples Fiorentina Atalanta Côme Udinese Avellino Ascoli Lazio Cremonese                                                           |

Le Championnat d'Italie de football de Série A 1984-1985 est la 83e édition du championnat d'Italie de football, qui réunit 16 équipes. 
Le championnat est remporté pour la première fois de son histoire par le Hellas Vérone, dirigé par Osvaldo Bagnoli, talonné par le Torino : aucune des trois principales équipes italiennes (Juventus, AC Milan et l'Inter) ne finit sur l'une des deux premières places, ce qui était tout à fait inattendu. Ce fut la seule saison où les arbitres étaient assignés à leur match par tirage au sort, et non plus par décision de la commission arbitrale (ce qui avait été dénoncé lors du scandale du Totonero 1980).
En dépit de son classement décevant en championnat (6e), la Juventus remporte la Ligue des champions, ce qui aide Michel Platini, meilleur buteur de Serie A pour la troisième fois consécutif, à remporter un nouveau ballon d'or en fin d'année. C'est son troisième consécutif et le dernier de sa carrière.

## Classement
| Rang | Équipe        | Pts | J  | G  | N  | P  | Bp | Bc | Diff |
| ---- | ------------- | --- | -- | -- | -- | -- | -- | -- | ---- |
| 1    | Hellas Vérone | 43  | 30 | 15 | 13 | 2  | 42 | 19 | +23  |
| 2    | Torino        | 39  | 30 | 14 | 11 | 5  | 36 | 22 | +14  |
| 3    | Inter Milan   | 38  | 30 | 13 | 12 | 5  | 42 | 28 | +14  |
| 4    | Sampdoria     | 37  | 30 | 12 | 13 | 5  | 36 | 21 | +15  |
| 5    | Milan AC      | 36  | 30 | 12 | 12 | 6  | 31 | 25 | +6   |
| 6    | Juventus T    | 36  | 30 | 11 | 14 | 5  | 48 | 33 | +15  |
| 7    | AS Rome       | 34  | 30 | 10 | 14 | 6  | 33 | 25 | +8   |
| 8    | SSC Naples    | 33  | 30 | 10 | 13 | 7  | 34 | 29 | +5   |
| 9    | AC Fiorentina | 29  | 30 | 8  | 13 | 9  | 33 | 31 | +2   |
| 10   | Atalanta      | 28  | 30 | 5  | 18 | 7  | 20 | 32 | -12  |
| 11   | Calcio Côme   | 25  | 30 | 6  | 13 | 11 | 17 | 27 | -10  |
| 12   | Udinese       | 25  | 30 | 10 | 5  | 15 | 43 | 46 | -3   |
| 13   | Avellino      | 25  | 30 | 7  | 11 | 12 | 27 | 33 | -6   |
| 14   | Ascoli        | 22  | 30 | 4  | 14 | 12 | 24 | 40 | -16  |
| 15   | Lazio Rome    | 15  | 30 | 2  | 11 | 17 | 16 | 45 | -29  |
| 16   | Cremonese     | 15  | 30 | 4  | 7  | 19 | 22 | 48 | -26  |

## Buteurs
1. Michel Platini (Juventus) : 18 buts
2. Alessandro Altobelli (Inter Milan) : 17 buts
3. Diego Maradona (SSC Naples) : 14 buts